# Jardín Botánico Marsh
El Jardín Botánico Marsh en inglés: Marsh Botanical Garden es un jardín botánico y arboreto de 8 acres (32,375 m²) de extensión que depende administrativamente de la Universidad de Yale, en New Haven, Connecticut. 
El código de identificación del Marsh Botanical Garden como miembro del "Botanic Gardens Conservation International" (BGCI), así como las siglas de su herbario es YU.

## Localización
Yale University Campus 277 Mansfield Street, New Haven, New Haven County, Connecticut CT 06501-06540, United States of America-Estados Unidos de América.
Planos y vistas satelitales.42°20′28.43″N 71°25′35.22″O / 42.3412306, -71.4264500
Se encuentra abierto desde el 15 de abril hasta el 31 de octubre. Se hace una visita guiada (incluida con la entrada del jardín botánico).

## Historia
El jardín botánico comenzó su andadura en 1899, cuando el paleontólogo Othniel Marsh (Yale B.A. 1860) donó su casa y los terrenos circundantes con sus colecciones de plantas e invernaderos a la universidad. 
El jardín botánico fue diseñado por la arquitecta paisajista Beatrix Farrand entre las décadas de 1920 y 1930 como parte del diseño del campus de la universidad de Yale. 
Actualmente el jardín sirve para propósitos de enseñanza e investigación además de ser un espacio de uso público. Solamente permanecen algunos remanentes del diseño original de Farrand, pero están comenzando trabajos de restauración. 
El terreno alberga la "Othniel C. Marsh House" edificio que tiene una importancia significativa, estando incluido en el listado de National Historic Landmark de los Estados Unidos.

## Colecciones
- Arboretum,
- Invernaderos, los invernaderos albergan unas 2,000 orquídeas, así como una extensa colección de plantas procedentes de regiones tropicales y de climas áridos, y una colección de plantas insectívoras.